# Trambulina Harghita
Trambulina Harghita – nieczynny kompleks dwóch skoczni narciarskich w Rumunii, powstały we wsi Valea Strâmbă w okręgu Harghita.
W skład kompleksu wchodzą skocznie K70 i K25. Organizowano na nim mistrzostwa Rumunii, po raz ostatni w 2006 roku.